# 迈克尔·西奇尔
迈克尔·西奇尔（英語：Michael Sichel，1934年9月3日—2018年11月19日），澳大利亚男子击剑运动员。他曾代表澳大利亚参加1958年大英帝国和英联邦运动会击剑比赛，获得男子团体花剑和男子团体佩剑银牌。